# Hildegard Jäckel
Hildegard Jäckel (* 3. Juni 1903 in Dresden; † 2. März 1974 ebenda) war eine deutsche Fotografin. Aufgrund ihrer 1954 publizierten Bildserie über den Dirigenten Rudolf Kempe wurde sie in den Verband Bildender Künstler der DDR aufgenommen.

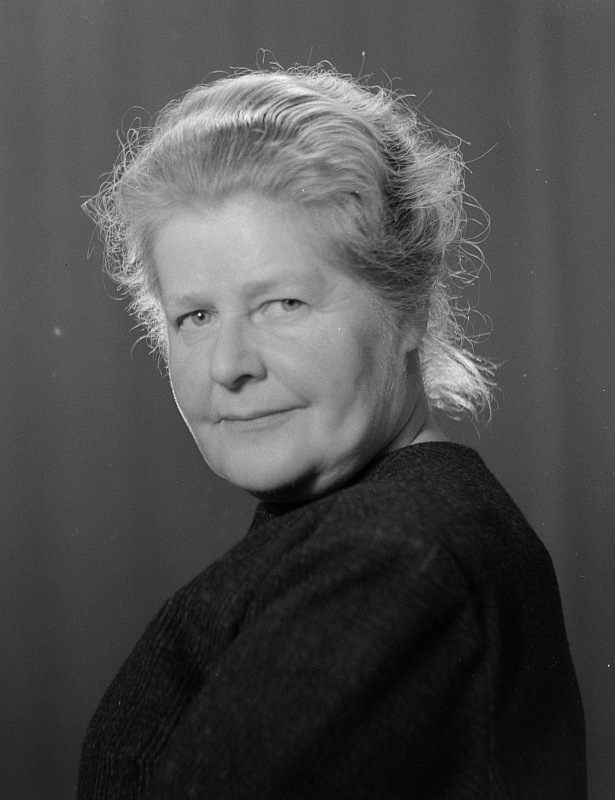
Porträt der Fotografin Hildegard Jäckel, Jan. 1964, SLUB Dresden/Deutsche Fotothek

## Leben
Hildegard Jäckel wurde als Tochter des Bildhauermeisters Paul Jäckel und seiner Frau Martha in Dresden geboren. Sie wuchs in der Krügerstraße im Vorort Oberloschwitz mit ihren Geschwistern Hertha und Heinz auf. Der damals namhafte Fotograf Bruno Wiehr, Inhaber und Besitzer einer Fotohandlung mit Porträtstudio, gab ihr die Möglichkeit, eine Fotografenlehre zu absolvieren.

## Werk
Jäckel war in den 1920er bis 1950er Jahren eine bedeutende Fotografin und galt als Meisterin der Porträtkunst. Sie war in Ost- und Westdeutschland tätig und widmete sich ausschließlich der Schwarz-Weiß-Fotografie im Mittelformat. Ihr Arbeitsstil war von der Bildtradition bürgerlicher Selbstdarstellung geprägt, sachlich und selbstbeherrscht. Es entstanden überwiegend Porträtaufnahmen, aber auch einige Landschafts- und Architekturaufnahmen. Ihre einfühlsamen Porträts meist bürgerlicher Persönlichkeiten des öffentlichen Lebens und von Privatpersonen, überwiegend aus Dresden, entstanden weitestgehend im Atelier. 1944 schuf sie eine Porträtserie von Richard Strauss, 1953 erhielt sie den Auftrag, Carl Orff in seiner Münchner Wohnung abzulichten. Die Porträtserie von Generalmusikdirektor Rudolf Kempe gilt als gelungenes Beispiel ihrer Arbeit außerhalb des Ateliers bzw. außerhalb des Wohnraumes des Künstlers.
Zwischen 1935 und 1938 befand sich ihr Atelier im Hochhaus am Albertplatz in der Inneren Neustadt, später zog sie mit Unterstützung Bekannter in die Prager Straße 18 II. Um 1943 verlegte sie ihre Arbeitsräume in die Südvorstadt, Bayreuther Straße 40 III. In der Bayreuther Straße ausgebombt, wurde ihr fotografisches Werk vor 1945 zum Großteil vernichtet. Nach dem Krieg wechselte sie ihre Adresse mehrmals, bis sie sich schließlich 1958 in das Haus ihrer Kindheit auf der Krügerstraße in Dresden zurückzog. Das immer noch umfangreiche Archiv Jäckels, das in unterschiedlichen Erhaltungszuständen überliefert und dessen Negative in ihrer Existenz stark gefährdet waren, wurde 1985 durch die Sächsische Landesbibliothek erworben und im Rahmen des KUR-Projektes digitalisiert und somit vor dem physischen Verfall bewahrt. Die Deutsche Fotothek Dresden beherbergt heute Jäckels fotografischen Nachlass von rund 12.500 Aufnahmen aus dem Zeitraum von 1945 bis 1967.

## Ausstellung
- 2003: Kaffee Wippler in Dresden-Loschwitz, Körnerplatz 2: Fotografie von Hildegard Jäckel anlässlich ihres 100. Geburtstages